# San Domenico (Tiziano)
San Domenico è un dipinto del pittore veneto Tiziano Vecellio realizzato circa nel 1565
e conservato nella Galleria Borghese a Roma.

## Descrizione e stile
Il soggetto dell'opera è san Domenico di Guzmán fondatore dell'ordine dei domenicani.
Il santo è raffigurato con il tipico abito domenicano con la tunica bianca, il mantello - cappuccio nero nella testa e parte del corpo.
La mano sinistra è alzata verso il cielo, attorno alla testa è presente una sottile aureola bianca.